# Zine (cantora)
Laurence Penzini, mais conhecida como Zine (Tânger, 16 de janeiro de 1979), é uma cantautora occitana de Nice.

## Biografia
Nascida em Tânger, onde passou a sua infância, é filha de pai originário da Córsega e de mãe originária dos Vales Occitanos. Aos cinco anos passou a viver em Droma, na França. As suas primeiras influências musicais vieram dos parentes e do regente da Escola Montessori de Tânger, um estado-unidense que terminou os estudos e cantava e tocava uma guitarra. Começou a compor aos dezanove anos, e passou dois anos a viajar entre a Occitânia, Polónia, Suíça e a ilha de Reunião.
Participou em festivais e competições como o Liet Internacional, um festival de canções em línguas minoritárias realizado em Leeuwarden, onde representou a Occitânia, e no Festival Polaco de Bardos (OPPA, autores, compositores, intérpretes) em 2008. Em 2013 publicou o seu álbum "Folie douce".
Com a ajuda de Reinat Pèire Anfosso, interpretou e adaptações canções em occitano niçardo ("Imagine" de John Lennon como "Pantaia un pauc", "Redemption Song" de Bob Marley como "Cançon per curar", etc). O seu espetáculo "Salade niçoise" utilizou aquelas criações. Colaborou também com outros autores como Tarik Lamirat, Reinat Toscano e Etel Adnan.
Como professora, emprega música no ensino do niçardo. Colaborou com Ollivier Lagrange, tendo criado uma música para a sua personagem Testadure.
A 5 de agosto de 2016, participou de um acampamento para ajudar as oitenta e seis vítimas do atentado de julho de 2016 em Nice, e interpretou as canções "Pantaia un pauc" e "Nissa la bella". No final de 2016, cantou em solidariedade no Vale de Roya pelos migrantes. Em março de 2017 fez Lu baudos de l’OGIM, uma adaptação da canção de Jacques Dutronc, "J’aime les filles" e um vídeo sobre a equipa do Olympique Gymnaste Club de Nice Côte d'Azur.  

## Discografia
- Et la joie passera en funambule... sur le fil de la folie douce (2002)
- Cherche (2004, com La Quincaille, Palhassina Productions)
- Mon Coiffeur (2005, Gallomusic)
- Folie Douce (2013, La Candela-Seyrat)